# Dragon (cohete)

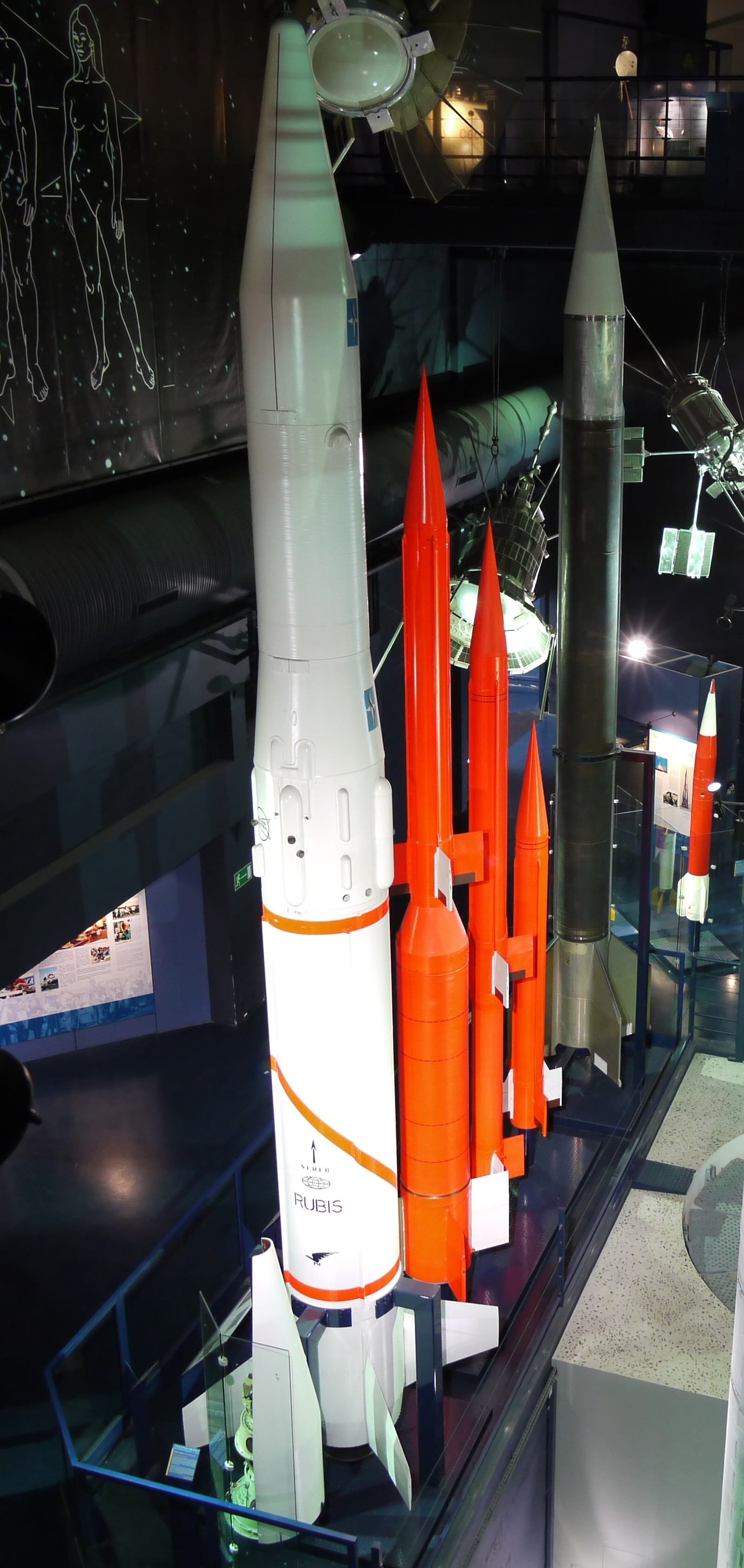
Dragon (cohete)

El Dragon es un cohete sonda francés de dos etapas desarrollado durante los años 1960. Como etapa principal usaba un propulsor Stromboli con 686 kg de combustible sólido; la etapa superior consistía en un cohete Berlier. El conjunto se estabilizaba mediante un giro constante iniciado por pequeños cohetes colocados en las aletas.
Se lanzaron 55 cohetes Dragon, con una tasa de éxito de 94,55%, el primero durante el 5 de diciembre de 1962 y el último el 17 de febrero de 1973.

## Especificaciones
- Carga máxima: 60 kg.
- Apogeo: 400 km.
- Empuje en despegue: 75 kN.
- Masa total: 1200 kg.
- Diámetro del cuerpo principal: 0,56 m.
- Longitud total: 7 m.